# Alchemilla pentaphylloides
Alchemilla pentaphylloides är en rosväxtart som beskrevs av Robert Buser. Alchemilla pentaphylloides ingår i släktet daggkåpor, och familjen rosväxter. Inga underarter finns listade i Catalogue of Life.